# Eberhard I (hrabia Bergu-Alteny)
Eberhard I (ur. ok. 1130, zm. 23 stycznia 1180) – hrabia Bergu-Alteny od ok. 1160 r., protoplasta rodu hrabiów Mark.

## Życiorys
Eberhard był jednym z licznych synów hrabiego Bergu Adolfa II oraz Irmgardy z Wasserburga. Jego braćmi byli m.in. hrabia Bergu w latach ok. 1161–1189 Engelbert I, arcybiskup Kolonii w latach 1156–1158 Fryderyk II, arcybiskup Kolonii w latach 1191–1193 Bruno III, czy biskup Osnabrücku w latach 1173–1190 Arnold.
Po śmierci ojca Eberhard wraz ze swym bratem wiódł spór o dziedzictwo w hrabstwie Bergu. W 1161 r. otrzymał w lenno od arcybiskupa Kolonii Renalda z Dassel hrabstwo Alteny, które stało się zaczątkiem późniejszego potężniejszego hrabstwa Mark. Ponadto posiadał kontrolę nad miastami Essen, Werden (obecnie dzielnica Essen) i Cappenberg (obecnie część Selm). Zebrał pod swym panowaniem także Hövel, Bochum i Plattenberg. Za sprawą bliskich stosunków z kolejnym arcybiskupem Kolonii Filipem z Heinsbergu został wciągnięty w jego konflikt z Henrykiem Lwem. W 1175 r. podzielił swoje ziemie między swych synów.

## Rodzina
Żoną Eberharda była Adelajda, córka hrabiego Cuyk-Arnsberg Gotfryda I. Ze związku tego pochodziło czworo dzieci:
- Oda, żona hrabiego Tecklenburga Szymona,
- Adolf, arcybiskup Kolonii w latach 1193–1205 oraz 1212–1216,
- Arnold, hrabia Alteny, założyciel linii hrabiów Isenberga,
- Fryderyk, hrabia Alteny.

Po śmierci Eberharda jego żona została zakonnicą i zmarła jako ksieni w Meschede i Ödingen.